# Nhà trọ Balanha
Nhà trọ Balanha là một bộ phim truyền hình được thực hiện bởi Trung tâm Phim truyền hình Việt Nam, Đài Truyền hình Việt Nam do Nguyễn Khải Anh làm đạo diễn. Được chuyển thể từ bộ phim truyền hình Hàn Quốc Nhà trọ Waikiki của JTBC vào năm 2018, phim có sự tham gia diễn xuất của các diễn viên chính gồm Xuân Nghị, Công Dương, Trần Nghĩa, Trần Vân, Bích Ngọc và Quỳnh Kool. 
Bộ phim được phát sóng vào lúc 21h30 vào thứ 4, 5, 6 hàng tuần, bắt đầu từ ngày 19 tháng 3 năm 2020 và kết thúc vào ngày 5 tháng 6 năm 2020 trên kênh VTV3.

## Nội dung
Lâm, Bách và Nhân là những sinh viên mới tốt nghiệp, nhiệt tình bước vào đời với ước mơ phải làm được điều gì đó thật đặc biệt. Quyết tâm lớn, hoài bão lớn, thêm cả sự nhiệt tình của tuổi trẻ, mọi cánh cửa chắc chắn sẽ mở ra với họ. Nhưng éo le thay, cả ba lại chẳng giỏi giang như họ vốn nghĩ, họ nhìn đời quá đơn giản, nghĩ mọi thứ "dễ như ăn oản". Và kết quả tất yếu là việc khởi nghiệp bằng kinh doanh homestay không thuận lợi, ba chàng trai buộc phải gánh những khoản nợ chồng chất. Mọi khó khăn tiếp tục dồn dập rơi xuống khi họ phải phải cưu mang thêm những người mới bước vào Nhà trọ Balanha cùng sinh sống. Đó là Hân – một bà mẹ đơn thân không đồng xu dính túi với đứa bé mới vài tháng tuổi; là Nhi – cô người yêu cũ "xấu tính" vừa "đá đít" Lâm; là Nhiên – em gái ruột của Lâm, mới tốt nghiệp Đại học nhưng chưa tìm được việc làm.
Những biến cố liên tục diễn ra khiến Lâm, Bách, Nhân, Hân, Nhi và Nhiên không thể có cuộc sống bình yên tại nhà trọ. Nguyên nhân của mọi khó khăn hầu hết xuất phát từ chính sự nhiệt tình, thiếu hiểu biết và cả sự ngốc nghếch của chính họ. Tuy vậy, chưa bao giờ họ hết niềm tin vào tương lai. Sau mỗi biến cố trôi qua, họ lại kiên nhẫn dọn dẹp đống đổ nát, nghiêm túc rút kinh nghiệm, và tiếp tục thất bại. Bên cạnh đó, những mối tình tưởng như không có thật lại xảy ra khiến cho người trong cuộc hoảng hốt và hoang mang.
Nhóm bạn trẻ ở Nhà trọ Balanha đã cùng nhau trải qua những ngày tháng sóng gió, chật vật với cơm áo, gạo tiền, để đạt được thành công  – thứ mà họ luôn khao khát. Khi những ước mơ dần thành hiện thực cũng là lúc họ lại phải đứng giữa những lựa chọn: danh vọng và tình bạn, tình yêu và tình anh em. Đó là những lựa chọn không dễ dàng với bất kì ai. 
Sau bao nhiêu thăng trầm, năm năm sau, cả Lâm, Bách và Nhân giờ đây đều đã có được hạnh phúc cho riêng mình. Họ cùng với Nhiên, Hân và Nhi tạo thành một gia đình nhỏ đầy yêu thương với đứa con của mình.

## Diễn viên

Một cảnh trong Nhà trọ Balanha, với các diễn viên trong phim.

### Nhân vật chính
- Xuân Nghị trong vai Cao Minh Bách
- Công Dương trong vai Gia Lâm
- Trần Nghĩa trong vai Tùng Nhân
- Trần Vân trong vai Hoàng Nhiên
- Bích Ngọc trong vai Bảo Hân
- Quỳnh Kool trong vai Thiên Nhi

### Nhân vật phụ
- Trần Đức trong vai Ông Trung
- Anh Thơ trong vai Bà Đồng
- Hoàng Kiên trong vai Sơn
- Vũ Thu Hoài trong vai Mai
- Thanh Sơn trong vai Khách mời (Chính mình)
- Tiến Lộc trong vai Khanh
- Thùy Anh trong vai Lan
- Duy Hưng trong vai Tấn
- Andrea Aybar trong vai Cristiana
- Hoàng Mai Anh trong vai Hiền
- Xuân Trường trong vai Ông Cường
- Ngọc Thu trong vai Bà Hòa
- Mai Như Quỳnh trong vai Tuyết
- Kiều Yến Ngọc trong vai Kim
- Phương Hạnh trong vai Bà Hiền
- Quế Chi trong vai Bà Lan
- Lý Chí Huy trong vai Hoàng
- Phùng Cường trong vai Đạo diễn Quang
- Hàn Trang trong vai Ly
- Hoàng Long trong vai Đạo diễn Bùi Tiến Huy
- Tạ Vũ Thu trong vai Đạo diễn Mai Hồng Phong
- Đỗ Khải Anh trong vai Đạo diễn Nguyễn Khải Anh
- Anh Dũng trong vai Phi
- MC Thảo Vân trong vai Khách mời (Chính mình)
- Liên Tít trong vai Vợ Khanh

## Giải thưởng
| Năm  | Giải           | Hạng mục                                | Đề cử           | Kết quả   | Tham khảo |
| ---- | -------------- | --------------------------------------- | --------------- | --------- | --------- |
| 2020 | Ngôi Sao Xanh  | Gương mặt truyền hình triển vọng        | Trần Vân        | Đề cử     | [ 2 ]     |
| 2020 | Ngôi Sao Xanh  | Nữ diễn viên truyền hình xuất sắc nhất  | Bích Ngọc       | Đề cử     | [ 2 ]     |
| 2020 | Ngôi Sao Xanh  | Nam diễn viên truyền hình xuất sắc nhất | Trần Nghĩa      | Đề cử     | [ 2 ]     |
| 2020 | Ngôi Sao Xanh  | Nam diễn viên truyền hình xuất sắc nhất | Xuân Nghị       | Đoạt giải | [ 3 ]     |
| 2020 | Ấn tượng VTV   | Nam diễn viên ấn tượng                  | Xuân Nghị       | Đoạt giải | [ 4 ]     |
| 2020 | Ấn tượng VTV   | Phim truyền hình ấn tượng               | Nhà trọ Balanha | Đề cử     | [ 5 ]     |
| 2020 | Ấn tượng VTV   | Nữ diễn viên ấn tượng                   | Quỳnh Kool      | Đề cử     | [ 5 ]     |
| 2020 | Giải Cánh diều | Phim truyện truyền hình                 | Nhà trọ Balanha | Bằng khen | [ 6 ]     |